# Greatest Hits Live (álbum de The Who)
Greatest Hits Live es el décimo álbum en directo del grupo británico The Who, publicado por la compañía discográfica Geffen Records en enero de 2010. El álbum recoge veintidós canciones grabadas en directo, la mayoría de ellas versiones inéditas o nuevas mezclas de antiguas grabaciones. Varios temas fueron recopilados en el álbum Greatest Hits Live, publicado a través de la tienda digital iTunes el mismo año. Pocas semanas después, el 7 de febrero, el grupo tocó en el intermedio de la Super Bowl.

## Lista de canciones
Todas las canciones escritas y compuestas por Pete Townshend. 
| Disco uno | |          |  |
| N.º       | Título | Duración |  |
| 1.        | «I Can't Explain» (San Francisco Civic Auditorium, San Francisco, 1971)                                    | 2:32     |  |
| 2.        | «Substitute» (San Francisco Civic Auditorium, San Francisco, 1971)                                         | 2:10     |  |
| 3.        | «Happy Jack» (City Hall, Hull, 1970)                                                                       | 2:12     |  |
| 4.        | «I'm a Boy» (City Hall, Hull, 1970)                                                                        | 2:42     |  |
| 5.        | «Behind Blue Eyes» (San Francisco Civic Auditorium, San Francisco, 1971)                                   | 3:39     |  |
| 6.        | «Pinball Wizard» (Vetch Field, Swansea, 1976)                                                              | 2:48     |  |
| 7.        | «I'm Free» (Vetch Field, Swansea, 1976)                                                                    | 1:44     |  |
| 8.        | «Squeeze Box» (Vetch Field, Swansea, 1976)                                                                 | 2:51     |  |
| 9.        | «Naked Eye/Let's See Action/My Generation Blues (Medley)» (Charlton Athletic Football Club, Londres, 1974) | 14:19    |  |
| 10.       | «5:15» (The Capital Centre, Largo, 1973)                                                                   | 5:53     |  |
| 11.       | «Won't Get Fooled Again» (The Capital Centre, Largo, 1973)                                                 | 8:38     |  |
| 12.       | «Magic Bus» (Universidad de Leeds, Inglaterra, 1970)                                                       | 7:33     |  |
| 13.       | «My Generation» (Aeolian Hall, Londres, 1965)                                                              | 3:25     |  |

| Disco dos |                                                                   |          |  |
| N.º       | Título                                                            | Duración |  |
| 1.        | «I Can See for Miles» (Universal Amphitheatre, Los Ángeles, 1989) | 3:45     |  |
| 2.        | «Join Together» (Universal Amphitheatre, Los Ángeles, 1989)       | 5:09     |  |
| 3.        | «Love, Reign o'er Me» (Universal Amphitheatre, Los Ángeles, 1989) | 5:53     |  |
| 4.        | «Baba O'Riley» (Universal Amphitheatre, Los Ángeles, 1989)        | 5:16     |  |
| 5.        | «Who Are You» (Universal Amphitheatre, Los Ángeles, 1989)         | 6:22     |  |
| 6.        | «The Real Me» (Watford Civil Hall, Watford, 2002)                 | 6:44     |  |
| 7.        | «The Kids Are Alright» (Royal Albert Hall, Londres, 2002)         | 4:03     |  |
| 8.        | «Eminence Front» (Brisbane Entertainment Centre, Brisbane, 2009)  | 5:50     |  |
| 9.        | «A Man in a Purple Dress» (Nassau Coliseum, Uniondale, 2007)      | 4:28     |  |